# تيريزه فون باخراخت
تيريزه فون باخراخت Therese von Bacheracht (ولدت في شتوتغارت في يوليو 1804- ماتت في تيلاتياب في سبتمبر 1852) هي أديبة وروائية وقصاصة ألمانية. كتبت الرواية والقصة القصيرة وأدب الرحلات.
ولدت تيريزه فون باخراخت في 4 يوليو 1804 في شتوتغارت. وقد كتبت أولى أعمالها الأدبية، تحت تأثير علاقة الحب التي ربطتها والأديب كارل جوتسكوف، الذي شجعها على الكتابة، وقد كتبت في ذلك الحين تحت اسم مستعار هو «تيريزه». وكان أول كتبها بعنوان «رسائل من الجنوب» Briefe aus dem Süden.
وقد نشرت أيضا كتابا ضم الرسائل التي أوصتها بها إليها شارلوته دييده، وهي الرسائل التي كان يكتبها إليها، تيودور فون هومبولت، تحت عنوان «رسائل إلى صديقة».
وقد ماتت تيريزه في 16 سبتمبر 1852.
ومن اعمالها:
1. رسائل من الجنوب 1841
2. على مائدة الشاي (رواية 1844)
3. ليديا (رواية 1844)
4. سعادة العالم (رواية 1945)
5. البشر والأساطير 1945
6. رحلة إلى فيينا 1848
7. قصص 1849